# Canton de Tours-Ouest
Le Canton de Tours-Ouest est un ancien canton français situé dans le département d'Indre-et-Loire et la région Centre.

## Composition

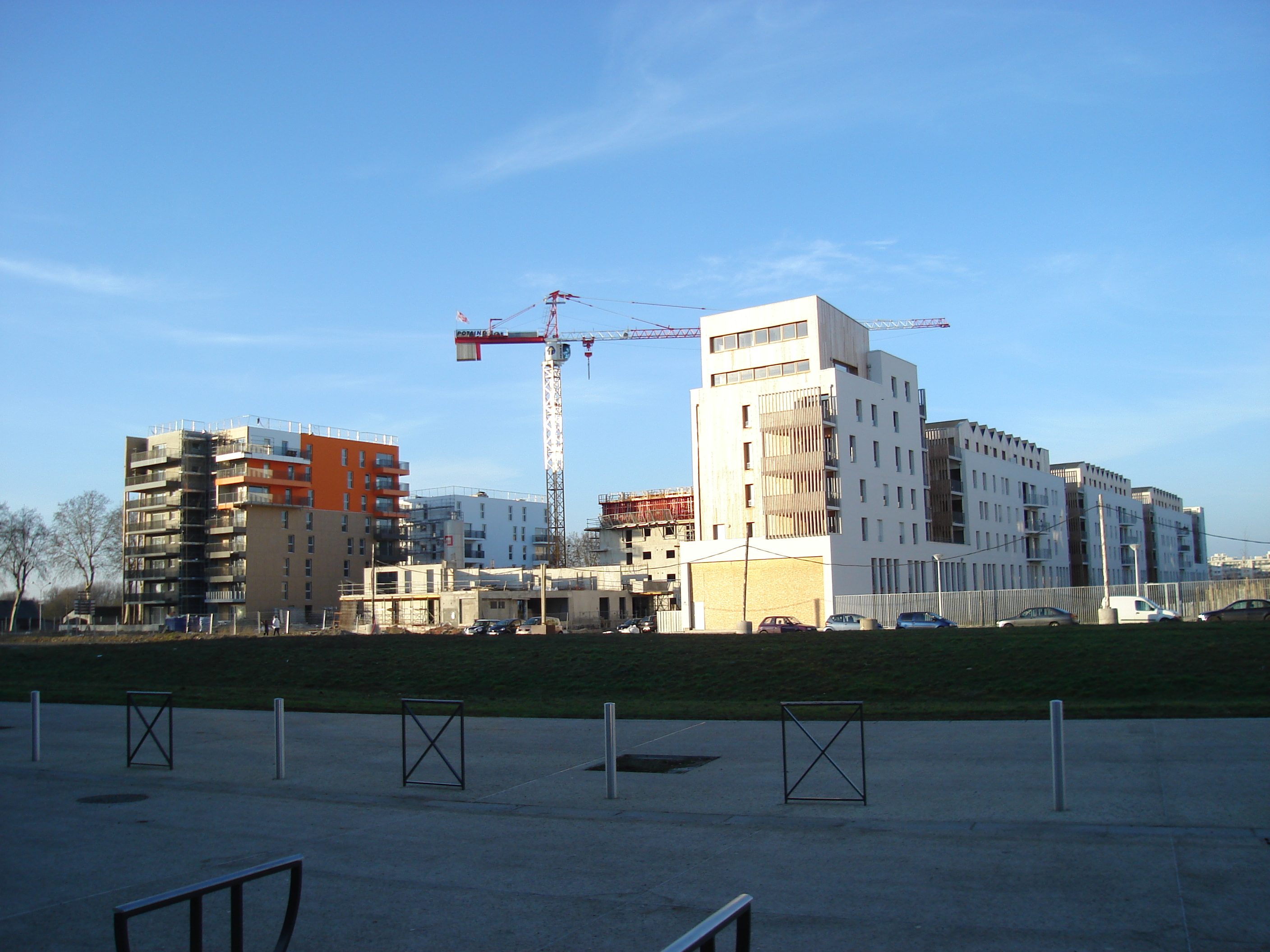
Le quartier des Deux-Lions était en grande partie située dans le canton.

Lors de sa disparition en 2015, le canton de Tours-Ouest se composait de la partie de la ville de Tours délimitée de la façon suivante :
- au nord par la Loire
- à l'est par la rue de la Victoire, la place Gaston-Paillhou, la rue Chanoineau, le boulevard Béranger, la rue Giraudeau, la rue de Boisdenier, la rue Auguste-Chevallier, le boulevard Thiers, le boulevard Marchant-Duplessis, la rue Stéphane-Pitard, la rue Auguste-Chevallier, le pont Saint-Sauveur, le Cher, l'avenue Jean-Portalis, la route des Deux-Lions
- au sud par la limite communale de Joué-lès-Tours
- à l'ouest par la limite communale de la Riche

## Histoire
Canton créé par le décret du 4 août 1956 (division du canton de Tours-Sud).
| Période | Période | Identité                    | Étiquette | Qualité                                                                                  |
| ------- | ------- | --------------------------- | --------- | ---------------------------------------------------------------------------------------- |
| 1956    | 1961    | Paul Métadier (1918-2021)   | DVD       | Médecin Conseiller municipal de Tours puis maire de Saché                                |
| 1961    | 1988    | Jean Royer                  | DVD       | Professeur de collège Maire de Tours (1959-1995) Député (1958-1997) Ministre (1973-1974) |
| 1988    | 1998    | Claude Croubois (1931-2015) | RPR       | Inspecteur de l'Éducation nationale Conseiller municipal de Tours                        |
| 1998    | 2015    | Nicolas Gautreau            | PS        | Professeur de lycée Maire-adjoint de Tours                                               |

## Démographie
| 1962 | 1968 | 1975 | 1982 | 1990   | 1999   | 2006   | 2011   | 2012   |
| ---- | ---- | ---- | ---- | ------ | ------ | ------ | ------ | ------ |
| -    | -    | -    | -    | 17 247 | 19 350 | 20 834 | 21 664 | 21 811 |

### Sources
1. ↑  Structure de la population du canton de 1968 à l'année de la dernière population légale connue
2. ↑  Fiches Insee - Populations légales du canton pour les années 2006, 2011, 2012